# Момина клисура (село)
Вижте пояснителната страница за други значения на Момина клисура.
Момина клисура е село в община Белово, област Пазарджик.

## География
Селото е разположено на двата бряга на река Марица в прохода Момина клисура, в подножието на Рила и Средна гора.
Граничи на северозапад със селата Габровица и Голак, на североизток със с. Дъбравите, което е бившо землище на с. Момина клисура и е основано от негови жители. На изток е гр. Белово, като земите на града до блоковете на Завода за хартия са били предимно на населението от Момина клисура съответно от Дъбравите. Жителите на този квартал от гр. Белово също са от Момина клисура и Дъбравите, тъй като са се заселили на собствени или бащини си имоти. На югоизток граничи със с. Голямо Белово, а на югозапад със с. Сестримо.
Теренът е предимно планински и полупланински и това е предпоставка за развитие предимно на животновъдство, дърводобив и дървопреработване. Земеделието е по-слабо развито, като се произвежда основно пшеница, ечемик, овес, царевица, картофи.

## История
Има различни предположения за името на селото, идентично с това на пролома. Според местна легенда близката крепост на левия бряг на река Марица за известно време е била под войводството на девойка (мома), която имала власт и над цялата клисура. По време на османската власт шест стражеви кули са охранявали Моминоклисурския проход и пролома.
Относно старите поселища на с. Момина клисура и землището му трябва да започнем още с предисторическите селища. В бивша пещера срещу гара Сестримо над река Марица е имало селище от неолитната епоха.
За поселищата през трако – римската епоха има малко данни. Не са открити ясни следи от тракийски селища, от каквито със сигурност не е било лишено землището на с. Момина клисура. За тракийски поселения определено, говорят една могила югозападно от селото до р. Палощица, вадените големи делви в местността Манастира – 5 км северозападно от селото и намираните монети от трако – римската епоха.
Старините от българската средновековна епоха са изобилни. На първо място трябва да споменем развалините на Градището – крепост, построена северно над селото и р. Марица върху конусообразна стръмна височина. Днес има оскъдни следи от крепостната стена и кулата, градени от недялани камъни, споени с червен хоросан. Крепостта е охранявала пътната артерия през пролома, който е събирал няколко древни пътя: откъм Самоков през Боровецката седловина, откъм Самоковско през Пчелинския проход, откъм Софийско през Момин проход (Солудервент, Водния проход), за да ги изведе надолу по Марица към Тракия.
Тя е изучена от П. Мутафчиев (1915, с. 80— 81). Състояла се е от околовръстна стена 70 см дебела, вътре в която е имало сгради. При разкопки на крепостта са открити големи делви и кюнци за снабдяване с вода от съседната височина Свирчовец.
Крепостта е служила и за защита на селището на мястото на днешното с. Момина клисура, чието население при нападения от неприятел е прибягвало за спасение в нея. Това селище е било необходимо за обслужване на важния главен път.
Напълно ясно е, че село Момина клисура е средновековно българско селище, макар и да не се знае кога точно е възникнало. Разбира се, ясно е и това, че селото не е възникнало по турско време като дервентджийско село, а по – рано като такова, макар че и по време на османската власт е изпълнявало също дервентджийска служба. Подобно селище са били Габровските ханове в западното начало на прохода, но Момина клисура е било по – важното проходно (дервентджийско) селище.
Доказателство за това, че селото е изцяло християнско, е един много ясен документ, който Ст. Захариев предава, а именно един надпис на мраморен отломък, който е бил вграден в старата черква „Св. Георги" на с. Момина клисура. Този надпис посочвал, че черквата е завършена през 1355 г. по времето на цар Александър Михаил (има се предвид Иван Александър). Ст. Захариев предава и друг надпис, който е бил над черковните врата, където се посочвало, че същата черква е реконструирана през 1606 г. от няколко ктитори от с. Момина клисура. Тази черква се е намирала на южния край на селото. Тя била разрушена през 1868 г. и по-късно бива построена нова – днешната, по-голяма, в северната част на селото.

## Избори в село Момина клисура
Изборните резултати и избирателната активност в селото до голяма степен преповтарят тези на национално ниво. Единственото изключение е, че ДПС никога не присъства на първите четири места. До 2005 година в селото се гласува в две изборни секции, докато изборна секция № 130400011 не е закрита за изборите през 2009 година. Друго характерно нещо е, че на парламентарните избори през 2001 година част от избирателите се подвеждат и гласуват за фалшивата царска партия Коалиция „Симеон II“. 

## Религии
Православно християнство, църква „Свети Георги“, параклис Свети Илия, параклис Свети Марко

## Икономика
В миналото традиционно пасищно-животновъден район и планинско земеделие, със слаба активност.
До селото се намира ВЕЦ Момина клисура, част от хидроенергийната каскада Белмекен-Сестримо-Чаира.

## Обществени институции
- Основно училище Свети Климент Охридски - закрито.
- Народно читалище „Просвета – 1928“ – действащо читалище, регистрирано под номер 409 в Министерство на Културата на Република България.
- Целодневна детска градина - закрита.

## Културни и природни забележителности
1. Илина черква – намира се на север и се е провеждал събора на Илинден. Тъй като е на върха и е много стръмно всички хранителни продукти за приготвяне на курбана са се носили в кошници и бакъри на кобилица. Сега курбан на Илинден се приготвя в двора на черквата.
2. Петрова черква – намира се в подножието на Рила /преди, когато се е смятало, че Крива река е границата между Рила и Родопите на Родопите/ под връх „Барица“. Останки не са запазени, но в местността е било първото селище Момина Клисура
3. Гроба – не е известно чии гроб, но се е запазило наименованието на местността.
4. Чапаеви коти – тъй като Александър Пипонков (Чапай) е бил артилерист мястото на пребиваването му и землянките са известни под това име
5. Крепостта „Градището“ – все още има останки от старата крепост, градена от недялани камъни, споени с червен хоросан, която е надвиснала вляво по течението на р. Марица. Водохващането е от м. Главянец. Дълги години се намираха глинени тръби.
6. Крепостта „Раковица“ – намира се на границата на землищата на М.Клисура и Голямо Белово. Останки почти няма. От нея носи името си и река Раковица, която се влива в Марица преди жп Импрегнация Белово. На нея е моста на жп линията София – Пловдив известен като Щърбанския мост.
7. Момин скок – намира се вдясно по течението на р. Марица срещу изравнителна каскада Белмекен – Сестримо и според преданието мома, подгонена от турците е скочила, като на отсрещния бряг имаше скала с отпечатан човешки крак.
8. Манастира – предполага се, че в местността с това име е имало мъжки манастир.

## Редовни събития
Футболни мачове, събори.
По традиция събора в Момина клисура е на св. Марко – непосредствено след Гергьовден. Събора се е провеждал в местността „Дъбето“ преди построяването на детската градина, като всеки род се е събирал на печено агне. Понастоящем се провежда на футболния стадион на селото.
От няколко години по инициатива на местната ловна дружинка през първата събота след Петров ден се провежда и събор в местността Петрова църква. Извършва се водосвет и се раздава курбан за здраве. На обширните поляни се събират местни и много гости от близо и далеч, дошли да се порадват на красивата природа, да послушат хубава българска музика и да се повеселят с близки, роднини и приятели.

## Личности
- проф. Христо Вакарелски, български етнограф (1896 – 1979)
- проф. Йордан Н. Вакарелски, български аграр-инженер (1919 – 1990)
- доц. Юрий Иванов Вакарелски – преподавател в Пловдивски университет – починал
- Андрей Новаков – евродепутат от групата на ЕНП (Европейската народня партия)